# William A. Dawson

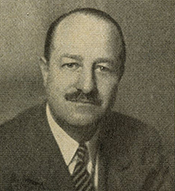
William A. Dawson

William Adams Dawson (* 5. November 1903 in Layton, Utah; † 7. November 1981 in Salt Lake City, Utah) war ein US-amerikanischer Politiker.
Dawson studierte Jura an der University of Utah. Nachdem er 1926 seinen Abschluss gemacht hatte, wurde er im selben Jahr in die Anwaltschaft aufgenommen und begann in Salt Lake City zu praktizieren. Von 1926 bis 1934 war Dawson Bezirksanwalt im Davis County. Danach bekleidete er 1935 bis 1939 das Amt des Bürgermeisters von Layton und gehörte schließlich von 1940 bis 1944 dem Senat von Utah an.
Dawson wurde 1946 als Republikaner in den 80. Kongress gewählt und vertrat dort vom 3. Januar 1947 bis zum 3. Januar 1949 den Bundesstaat Utah im Repräsentantenhaus der Vereinigten Staaten. Bei den Wahlen 1948 konnte er seinen Sitz nicht verteidigen. Vier Jahre später gelang es Dawson, erneut in das Repräsentantenhaus gewählt zu werden. Diesmal blieb er vom 3. Januar 1953 bis zum 3. Januar 1959 Abgeordneter und verließ den Kongress erst infolge seiner Niederlage bei den Wahlen 1958.
Nach seiner Karriere in Washington, D.C. wurde von 1959 bis 1969 Vizepräsident der Zions First National Bank und verbrachte seinen Lebensabend in Salt Lake City. Dort starb Dawson am 7. November 1981 und wurde auf dem Kaysville Cemetery in Kaysville beigesetzt.